# Рензо Тјонају
Рензо Тјонају (хол. Renzo Tjon-A-Joe; Парамарибо, 8. јул 1995) суринамски је пливач чија ужа специјалност су спринтерске трке слободним стилом на 50 и 100 метара. Вишеструки је национални првак и рекордер у тркама слободним стилом у великим и малим базенима и тренутно најбржи пливач у историји суринамског пливања. Представљао је своју земљу и на ЛОИ 2016. у Рио де Жанеиру. 
Студирао је економију на Универзитету Харвард у Кембриџу. 

## Спортска каријера
Тјонају је дебитовао на међународној пливачкој сцени као осамнаестогодишњак, а прво велико такмичење на коме је наступио је било Светско јуниорско првенство одржано 2013. у Дубаију, где је остварио пласман на високо осмо место у финалу трке на 50 метара слободним стилом. Његов резултат од 22,75 секунди је уједно био и нови национални рекорд у тој дисциплини, а Тјонају је постао првим пливачем у историји суринамског пливања који је деоницу од 50 метара слободно у великим базенима испливао за мање од 23 секунде. Исте године освојио је златну медаљу на Јуниорском првенству Кариба, те сребро на Јуниорском првенству Јужне Америке.  Захваљујући тим успесима 2013. је проглашен за најбољег спортисту своје земље. Годину дана касније успешно је дебиотвао у сениорској конкуренцији пошто је на Играма Централне Америке и Кариба одржаним у Веракрузу освојио сребро и бронзу у тркама на 50 слободно и 50 делфин. У децембру исте године по први пут је наступио на Светском првенству у малим базенима у Дохи. 
Током 2015. је дебитовао на два велика међународна такмичења. Прво на Панамеричким играма у Торонту, где је успео да се пласира у финалне трке обе појединачне спринтерске дисциплине слободним стилом, а потом и на Светском првенству које је одржаноу руском Казању. 
Успео је да се квалификује за наступ на ЛОИ 2016. у Рију, а да би се што боље припремио за то такмичење преселио се у Сједињене Државе где је тренирао са универзитетском екипом Универзитета Алабаме у Оберну. У Рију је Тјонају наступио у квалификацијама трке на 50 слободно које је окончао на солидном 21. месту у конкуренцији 85 пливача, испливавши уједно и нови национални рекорд у времену 22,23 секунде.  
Такмичио се и на наредна два светска првенства у великим базенима, у Будимпешти 2017 (65. на 50 слободно) и Квангџуу 2019 (21. на 50 слободно и 39. место на 100 слободно), те на светском првенству у малим базенима одржаном у Хангџоуу 2018. године. Серију лошијих резултата прекинуо је у августу 2019. освајањем осмог места у финалу трке на 50 слободно на Панамеричким играма у Лими. 